# Versienummer
Een versienummer wordt gebruikt om verschillende versies van hetzelfde product van elkaar te kunnen onderscheiden. Met name voor software worden versienummers veel gebruikt.

## Vorming van versienummers

### Algemeen
Meestal wordt de volgende structuur gebruikt:
0.1.2.3 (alpha/bèta/RC of ...)
0 is hier de hoofdversie (major version) die meestal bijgewerkt wordt door een upgrade (bij kleine software: updates).
1 is hier de onderversie (minor version) die meestal bijgewerkt wordt door een update.
2 en 3 zijn hier meestal de "build"- en revisieversies. Welke volgorde hier geldt en of deze cijfers aanwezig zijn, kiest de software-ontwerper.
Een 0 als hoofdversie betekent in het algemeen dat deze nog in ontwikkeling is of dat deze software nog niet echt van alle functionaliteit is voorzien die de ontwerper wenst.
Als een nieuwe versie van een programma erg veel nieuwe functionaliteit bevat of radicaal is herschreven, wordt over het algemeen het hoofdnummer verhoogd. Voor kleinere aanpassingen wordt het ondernummer opgehoogd. Een overgang van bijvoorbeeld 2.1 naar 2.2 is dus een relatief kleine aanpassing, een overgang van 4.5 naar 5.0 een grote.

### Andere vormingen

#### Jaartal
Soms worden niet de algemene versienummers hoofdzakelijk gebruikt maar jaartallen zoals Microsoft Word 2007 (versie 12). Maar de algemene versienummers worden niet genegeerd.
Bij Ubuntu gebruikt men ook een datum, dit verloopt echter anders, zij gebruiken het jaartal en de maand waarin een nieuwe versie van het besturingssysteem verschijnt. Bijvoorbeeld 11.04 voor de release in april 2011. Hier wordt het algemene versienummer wel genegeerd.

#### Niet-numeriek
Er zijn ook niet-numerieke aanduidingen van versies. Een voorbeeld hiervan kan worden gevonden bij Microsoft Windows XP. Deze werd opgevolgd door niet-numerieke aanduidingen Windows Vista waarna Microsoft weer nieuwe versies van Windows uitbracht volgens de numerieke aanduiding: Windows 7, Windows 8 en Windows 10. Bij de eerste twee worden de versienummers echter wel genegeerd, aangezien dit respectievelijk versie 6.1 en 6.2 zijn.

## Aanvullingen bij versienummers
Bij software wordt een aantal aanduidingen gebruikt in aanvulling op een versienummer om aan te geven in welk stadium van ontwikkeling een programma is:
- alpha – een vroege versie waarin nog niet alle functionaliteit aanwezig is;
- bèta – een complete versie, maar er zijn nog te veel fouten aanwezig om het programma algemeen te kunnen gebruiken;
- RC – een release candidate, volgens de ontwikkelaars klaar om te gebruiken, en met impliciet de vraag om het programma stevig te testen.

## Misbruik en gebruik
Versienummers worden soms misbruikt om te suggereren dat er al vele versies aan de huidige voorafgegaan zijn. Een voorbeeld hiervan is de versienummering die Microsoft heeft toegepast op de tekstverwerker Word. De opvolger van versie 2.0 werd 6.0 genoemd. Dit werd vermoedelijk gedaan omdat de tekstverwerker van concurrent WordPerfect als versienummer 6 had.